# Fenicismo
El fenicismo es una corriente nacionalista libanesa basada en la reivindicación de un supuesto origen fenicio de la población del Líbano. Es, por tanto, una ideología opuesta al nacionalismo árabe, y la sostienen sobre todo sectores cristianos. Esta corriente fue especialmente popular entre 1920 y mediados de la década de los 50.

## Evolución histórica

### La Iglesia Maronita
La Iglesia maronita siempre ha cumplido un papel fundamental en la formación de la historia política del Líbano. Durante la primera mitad del siglo XIX, la institución fue forjando una identidad cristiana exclusiva en el Monte Líbano que sería reivindicada por el discurso fenicista. Aunque la iglesia maronita nunca llegó a identificar directamente a sus feligreses con los fenicios, sí circunscribía ideas que se podrían tildar de «libanistas». Es el caso del patriarca Nicolás Murad, quien en su obra Notice historique sur l’origine de la nation maronite et sur ses rapports avec la France, apuntaba a la necesidad de crear una entidad política maronita en el Líbano.
Hacia la segunda mitad del XIX, la iglesia maronita amplió la cuestión del origen religioso de su comunidad con los hallazgos arqueológicos e históricos de la época. El arzobispo de Beirut, Yusuf al-Dibs, en una serie de libros titulada Kitab Tarikh Suryya (El libro de la historia siria), dedica un largo capítulo de su investigación histórica a los fenicios situados en la franja costera siria. En esa obra manifiesta el origen no semítico de los fenicios, así como muchos de los logros de los que harían eco los fenicistas, a saber: la creación del alfabeto, la perfección de la navegación, el refinamiento del comercio y el establecimiento de colonias, entre otros. Pese a no conectar directamente a los libaneses de su época con los antiguos pobladores de la región, ya queda dibujado un continuo cronológico entre los fenicios y los habitantes actuales del Líbano. Posteriormente, esta narrativa sería recuperada por los fenicistas para crear el mito fundacional del Líbano como nación.
Otro caso que ilustra la contribución de la iglesia al discurso fenicista es la declaración del patriarca Elías Huayik durante la Conferencia de paz de París de 1919. Considerado uno de los padres del nacionalismo libanés y del estado moderno del Líbano, Huayik enfatizó el carácter fenicio de la identidad libanesa frente al árabe. Es curioso que este argumento lo utilizó para la audiencia occidental que recibió a la segunda delegación libanesa y no para su parroquia, ya que no podía predicar a favor de unos supuestos ancestros paganos.

### «Los jóvenes fenicios»

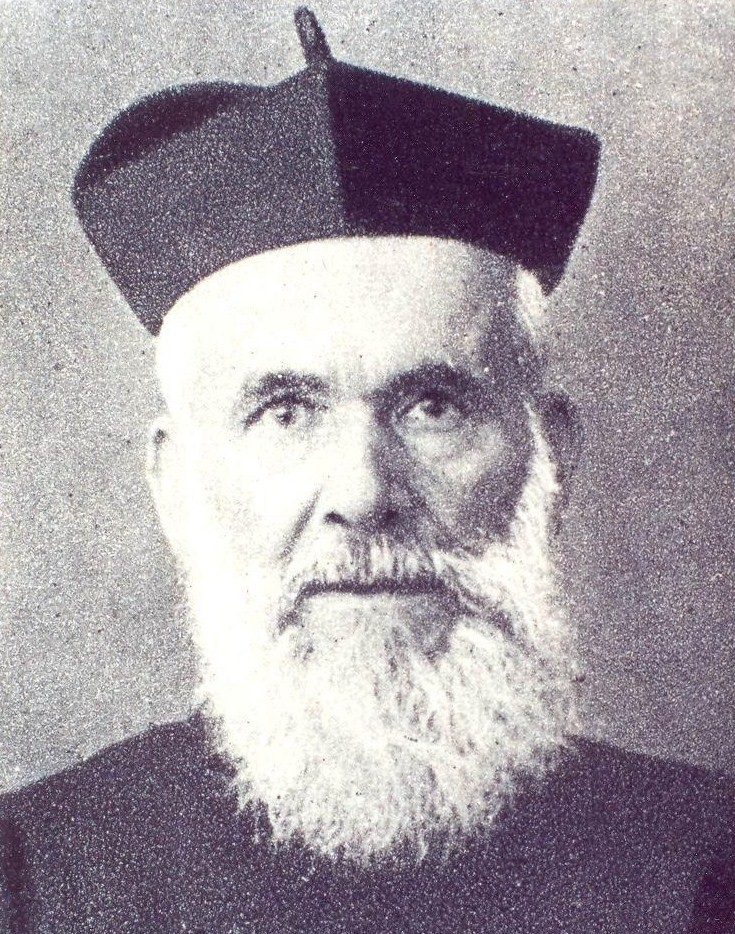
Henri Lammens

En el contexto colonial del siglo XIX, Francia y Líbano habían tejido estrechas relaciones, sobre todo a través de la influencia de la universidad Saint-Joseph de Beirut, fundada en 1875 por los jesuitas. Pese a que las instituciones educativas francesas en las colonias obviaban por completo la historia y el origen de los pueblos colonizados, en el caso de los cristianos libaneses se hizo una excepción. A través de la Faculté Orientale, establecida en 1902, los estudios arqueológicos e históricos de la región prepararon el terreno para que los pueblos de la zona —en este caso los cristianos— construyeran su propia narrativa nacional histórica ante el debilitamiento del imperio otomano y la propagación de la noción de nación-estado moderna.
Es en el seno de la universidad Saint-Joseph de Beirut donde se empiezan a defender y crear postulados fenicistas. Un ejemplo es el de Henri Lammens, quien en su obra La Syrie; précis historique acuña la idea del Líbano como asilo para minorías perseguidas (como los cristianos) por la amenaza de la ocupación arabo-islámica, sentando así la base para una identidad cristiana sirio-libanesa separada. Este tipo de argumentos, entre otros, es el que calará entre los “jóvenes fenicios”, quienes provienen de un ámbito burgués, urbano y francófono, y quienes se formaron principalmente en esta universidad. Inspirados por un relato de éxito mercantil protocapitalista fenicio, irán definiendo una identidad libanesa con raíces en los fenicios según sus propias ideologías y agendas políticas. 
Bulus Nujaym se encuentra entre algunos de los primeros ideólogos del Fenicismo. En 1908, con la revolución de los Jóvenes Turcos, publica el libro La Question du Liban. Para él, la solución se reduce a la instauración de una entidad cristiana independiente en un Gran Líbano dentro de un marco nacional sirio bajo la tutela de Franci.a Lo esencial en la obra de Nujaym dentro del Fenicismo consiste el uso de una metodología basada en el determinismo geográfico de Elisée Reclus, ya que inspiraría a otros fenicistas con ella. Además de apoyarse en los estudios de Lammens, Nujaym contribuyó a La Revue Phénicienne con un artículo en el que reclamaba un Gran Líbano como estado independiente y no asociado a Siria.
En este clima surgieron también diferentes colectivos con esta seña identitaria. Es el caso de la Alliance Libanaise, que abogaba por la creación de un estado del Gran Líbano independiente con apoyo de las potencias europeas. Esta agrupación daría lugar a grandes personalidades dentro de la esfera del Fenicismo, como Yusuf al-Saouda. Este autor glorificó la cultura fenicia y la herencia que supuestamente había impreso en el pueblo libanés. Al-Saouda concibe Líbano y Siria como dos entidades completamente diferenciadas. Esta narrativa idealizada del pasado fenicio será la que se promueva a lo largo del siglo XX, influenciada también por autores franceses como Victor Bérard con su Les Phéniciens et l’Odysée. En esta obra, el francés arrebata la paternidad de la civilización occidental a los griegos para atribuírsela a los fenicios y proclamarles como los transmisores de ella en el Mediterráneo. Cabe añadir que muchos miembros de la Alliance Libanaise en Alejandría —la ciudad egipcia se había convertido en un importante destino para los inmigrantes libaneses en los años previos— no reducían el Fenicismo al contexto libanés, sino que lo extendían a Siria. Uno de ellos era Jacques Tabet. 
Posteriormente, otros autores como Michel Chicha y Hector Klat se vieron influidos por la fórmula nacionalista de Barrès, pues resultaba propicia para dar forma al nacionalismo libanés al tratar la identidad como una cuestión puramente cultural y no racial, étnica o lingüística. De este modo, los fenicistas podían esquivar fácilmente su identidad árabe para reivindicarse a sí mismos como fenicios basándose en mitos culturales creados exprofeso. Durante el Mandato francés del Líbano, Charles Corm publicó su obra La Montagne Inspirée, que recoge directamente el título de la obra La Colline Inspirée, de Barrès. El libro del libanés constituirá durante muchos años una suerte de manifiesto del Fenicismo. 
Cabe recordar que durante todo este periodo que abarca desde la segunda mitad del siglo XIX hasta principios del XX, todo el mundo árabe se ve sacudido por la gran afluencia de nuevas corrientes ideológicas que trajo consigo la Nahda. Los autores fenicistas, al presentarse como herederos de los fenicios, verdaderos fundadores de la civilización occidental, reafirmados en el cristianismo y en el determinismo geográfico y cultural de la esfera latina-occidental; pretenden oponerse al creciente nacionalismo árabe en su multitud de formas y movimientos y alejarse de la idea cultural de oriente, así como del espacio islámico.

### Durante el Mandato Francés y tras la Independencia
Con el Tratado de Sèvres de 1920, Francia gana el control de la región. Para poder administrar mejor el territorio, el gobierno francés decidió dividir la región en miniestados. Así, se creó el Mandato francés del Gran Líbano. La potencia europea fomentó nuevas identidades locales para apoyar su política de partición del territorio. No es así de sorprender que se inclinaran por las ideas libanistas y por la construcción de una identidad fenicia.
Durante los años del Mandato, la identidad nacional del Líbano sería todavía un sujeto más que disputado en el terreno político y social entre las diferentes ramas ideológicas que se encontraban presentes en la región. En el marco del Fenicismo, cabe destacar una serie de elementos que propiciaron el desarrollo de este pensamiento. Por un lado, el Alto Comisariado Francés diseñó una programación escolar que hacía énfasis en la historia antigua y minimizaba la relevancia de los árabes y el islam, a quienes se estudiaba como invasores. Un currículum similar se confeccionó para Siria y el resto de miniestados de la zona. Ante la tentativa de primar estas escuelas, generalmente privadas, cristianas y con una educación occidental y antiárabe, los musulmanes del Líbano protestaron en varias ocasiones.
Por otro lado, la universidad de Saint-Joseph seguía diseminando las ideas fenicistas entre sus estudiantes, quienes ocuparían puestos importantes en la administración pública, el comercio, la banca y la política. Los jesuitas, presentes en la región desde 1831, contaban con una gran influencia regional, pues en cierto modo, habían contribuido activamente a la formación del Líbano como entidad estatal y nacional a la vez que intentaban dotarlo de una identidad cristiana-occidental. 
Finalmente, no hay que menospreciar la importancia que el desarrollo de la arqueología y la historiología de la época tuvieron en la creación de esta conciencia fenicia. Estas disciplinas se hicieron eco en varios museos, como el Museo Nacional del Líbano, y publicaciones, como Études et Documents d’Archéologie y Le Bulletin du Musée de Beyrouth. Por supuesto, toda esta labor tenía por objetivo la propagación de una idea nacionalista libanesa que a veces se basaba en el relato mítico del pasado fenicio.
Cuando el Líbano consiguió su independencia de Francia en 1943, al país adoptó una identidad árabe según el Pacto Nacional. Ello no impidió sin embargo que el Fenicismo siguiera siendo defendido por ciertos grupos nacionalistas ni que la identidad fenicia fuera reivindicada parcialmente por el estado. Ejemplo de ellos son algunos de los símbolos presentes —los barcos fenicios— en las monedas acuñadas por la República Libanesa. En el fondo, el uso de estos iconos se había heredado del Mandato Francés.
Durante la década de los 50 y los 60, el Fenicismo se dividió en dos ramas principales. Por un lado, encontramos a los intelectuales que consideraban a los fenicios como los antepasados de los libaneses, gracias a los cuales el país constituía una singularidad dentro del mundo árabe debido a su cosmopolitismo, su neoliberalismo y su mente abierta. Por otro lado, una línea más dura que defendía la identidad fenicia y que presentaba el Líbano como un bastión nacional cristiano, una «Nueva Fenicia», frente a una mayoría árabe-musulmana opuesta a él cultural e ideológicamente. 

### De la guerra civil hasta nuestros días
Durante la guerra civil de 1975-1990, se creó un campo idóneo para la radicalización de todo corte de ideas de la que el Fenicismo no pudo escapar. Así, el discurso fenicista encontró un terreno fértil en las Fuerzas Libanesas, una coalición de milicias cristianas de extrema derecha que integraban a las famosas Falanges Libanesas. Estos grupos se caracterizaban por una retórica incendiaria contra los árabes y musulmanes, como el que se difundía a través del periódico Lebnaan, de Said Aql. 
Con el fin de la guerra y el Acuerdo de Taif de 1989, el Líbano volvió a subrayar el carácter árabe de la nación. A raíz de la Revolución de los Cedros tras el asesinato del ex primer ministro Rafiq Hariri en 2005, y de los movimientos sociales de los últimos años; el Fenicismo se ha reducido a una ideología popular en la cultura que, aunque algunos defienden, carece de un movimiento o de una reivindicación política robusta.

## Pensamiento nacionalista

### El mito fundacional
A grandes rasgos, el Fenicismo establece que el origen (mítico) de los libaneses se remonta a las tribus de Canaán, de origen indoeuropeo y no semítico. Uno de estos pueblos, los fenicios, establecieron una serie de ciudades estados a lo largo de esa franja costera del Mediterráneo haciendo florecer el comercio a través de colonias como Cartago. Según la narrativa fenicista, el pueblo fenicio se erigiría entonces como auténtico predecesor de la cultura occidental —y no los griegos— al haber creado el primer alfabeto, la perfección de las artes navales, el refinamiento del comercio. De entre sus aportaciones, también cabría destacar su papel como puente entre oriente y occidente —epíteto que todavía hoy se otorga al Líbano— e incluso haber descubierto el continente americano. Dado que el mito fundacional del Fenicismo precisa de un momento de decadencia, la conquista y la ocupación árabes vinieron a ocupar ese capítulo del relato. Sin embargo, dicen los fenicistas que la identidad y el carácter fenicio habría permanecido intacto al refugiarse en el monte Líbano durante este periodo y seguir creciendo gracias al cristianismo y la iglesia maronita. El punto álgido de la formulación del Fenicismo, los años 20, marcarían así el pistoletazo de salida para que los libaneses renacieran a través de su glorioso pasado fenicio y volvieran a ocupar un puesto primordial entre las naciones del mundo.

### Principales líneas ideológicas
El Fenicismo nunca fue una ideología estructurada por unos pensadores fundamentales. Más bien, se basó en la voz preponderante de unos correligionarios sobre otros. Así, cada ideólogo interpreta de forma distinta la identidad libanesa basada en el pasado fenicio. Destacan tres escritores principales: Charles Corm, Michel Chiha —ambos de expresión francesa— y Said Aql —de expresión arabófona. 
Charles Corm fue un escritor que, pese a no haber tenido gran impacto en la sociedad de su época, contribuyó de sobremanera a las bases del Fenicismo. En su obra La Montagne Inspirée, comparte su visión del relato místico del Líbano fenicio centrado en la lengua fenicia perdida —que aglutinaba a todos cuantos vivían en el Líbano, ya fueran cristianos o musulmanes—y un supuesto monoteísmo fenicio que estaría directamente relacionado con el cristianismo. El Islam y el componente árabe están ausentes en La Montagne Inspirée. 
Por su parte, Michel Chiha, político, se sirvió del Fenicismo desde un punto de vista más pragmático. Para él poco importaba que los fenicios fueran o no los auténticos antecesores de los libaneses, lo esencial era que este relato fundamentara un pasado común sobre el que edificar una identidad y nacionalismo libanés para todos los libaneses independientemente de su confesión. Para Chicha, no tanto para el resto de fenicistas, los fenicios constituían un elemento funcional, aunque no único, para la creación del estado-nación libanés. Ante los problemas identitarios que suponía conectar a los libaneses de su época directamente con los fenicios, Chicha defendía que la identidad libanesa era primordialmente libanesa, que se componía de un carácter mediterráneo plural y que no podía decirse que fuera más fenicia que egipcia, asiria, árabe, etc. Esta solución también le servía para atajar otras cuestiones delicadas ligadas a la identidad nacional, como la presencia de varios idiomas.

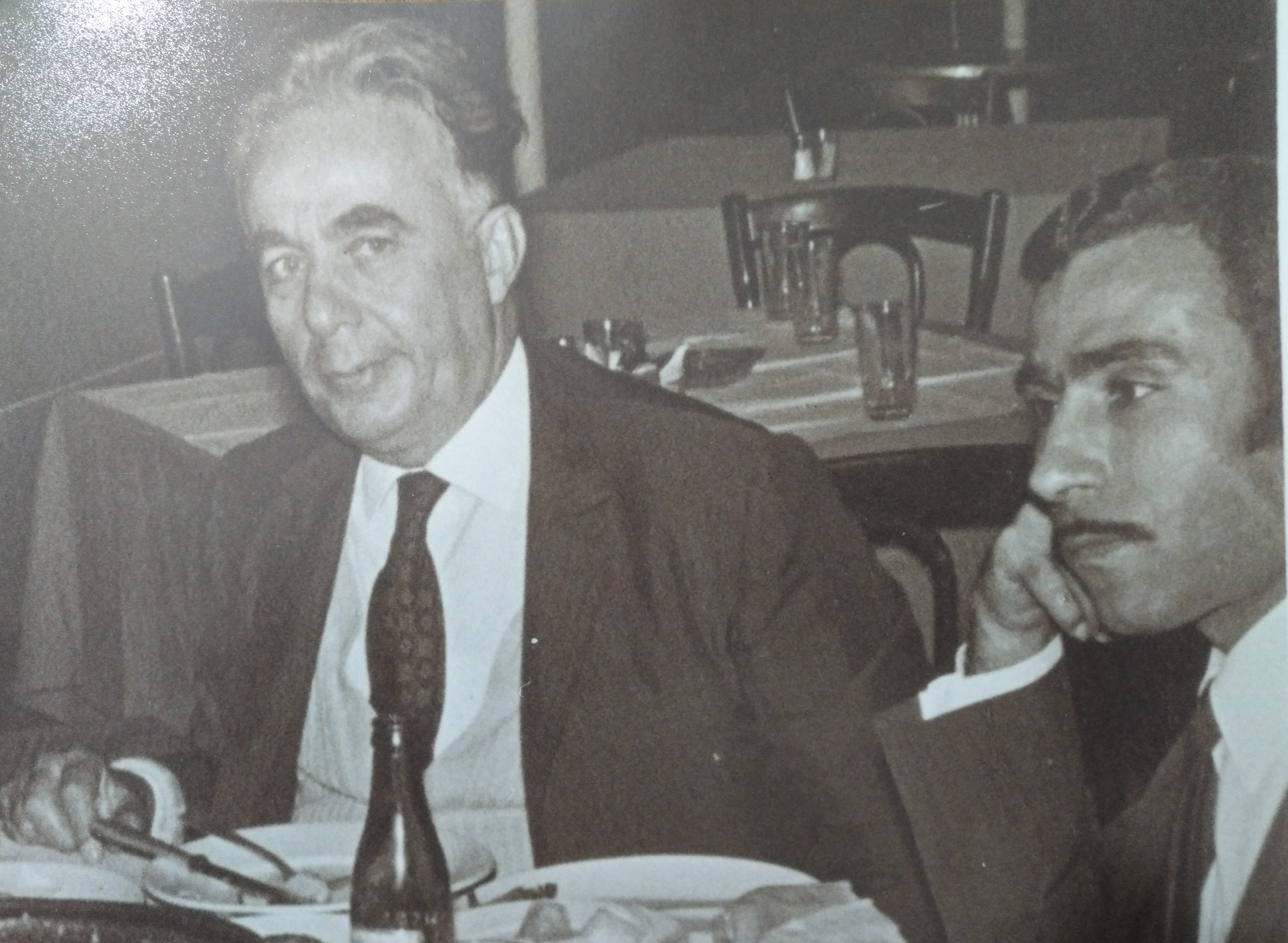
Said Aql, a la izquierda

Said Aql, poeta defensor de la lengua árabe, creía que la identidad libanesa tampoco dependía del factor étnico, sino de un «temperamento nacional» que había hecho del país la cuna mundial de la inteligencia. Según Aql, fueron los antiguos libaneses los que plantaron la semilla de la razón y el monoteísmo que caracterizarían la civilización occidental. Al igual que en otras narrativas nacionalistas europeas, Aql relaciona estrechamente la civilización con el cristianismo y crea una figura mística a la que atribuye las virtudes de la nación libanesa: Cadmo, el héroe fenicio fundador de Tebas. En su obra, el poeta ya apunta hacia el cristianismo como un elemento inherente a la identidad libanesa.
Es digno de mención el hecho de que los defensores de este nacionalismo antiárabe no suelen, sin embargo, llamarse a sí mismos fenicistas, pues el término ha adquirido un carácter peyorativo a causa del prolífico uso despectivo que sus adversarios han hecho de él.

## Críticas al fenicismo
La oposición al fenicismo se produjo cuando el nacionalismo cristiano libanés lo incorporó a su agenda, alrededor de 1914. Entre aquellos que se enfrentaban a los fenicistas encontramos autores de todas las confesiones —musulmanes suníes, chiíes, drusos y hasta otros cristianos— e ideologías, de entre las que se encontraban muy presentes otros nacionalismos árabes o locales.
Entre los árabes musulmanes, hallamos personalidades como la de Rashid Rida, quien afirmaba que negar la descendencia y el carácter árabe de la identidad libanesa era un error, más cuando el criterio lingüístico explicitaba la evidencia. Cabe añadir que Rida abogaba por la creación de una Gran Siria que incluyera al Líbano y cuya identidad sería árabe y musulmana. Una de sus tácticas retóricos consistió en apropiarse de los fenicios y calificarlos de árabes, línea que también siguió Shekib Arslan, druso. Para invertir el efecto del discurso del nacionalismo cristiano libanés, los contrincantes políticos también usaban la idea del pasado fenicio a su antojo para justificar sus propios principios.
En otro ámbito, existían cristianos nacionalistas que reivindicaban su identidad árabe frente a la fenicia. Constantín Zurayk, un damasceno ortodoxo griego, defendía un nacionalismo árabe apoyado en la lengua, la historia y la religión. Para él, la lengua árabe y el islam debían considerarse elementos esenciales en la formación de una conciencia árabe. Siendo cristiano, Zurayk pensaba en el islam como un marco cultural compartido entre todos los árabes y no como la base organizativa del estado en sí mismo, como sí sostenía Rida. Así, los cristianos y los musulmanes sería hermanos inseparables dentro del seno de la nación árabe.
Edmond Rabbath, siguiendo algunos de los argumentos de Zurayk, criticó a los franceses por promover la idea de que los cristianos del Líbano descendían de los fenicios. Pese a que los cristianos maronitas contaran con una identidad local diferente, esta quedaba encuadrada dentro de una identidad árabe no excluyente. En resumen, Rabbath incluye al Líbano dentro de la región árabe, pero sí acepta esa dualidad discursiva que presenta el país como una particularidad y al Monte Líbano como un hogar cristiano.

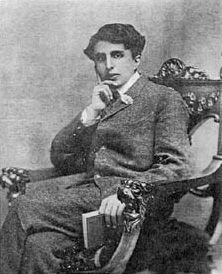
Amin al-Rihani

Otro cristiano, Amin al-Rihani, debatió con el Fenicismo desde una crítica histórica a la exageración del papel de los fenicios en el pasado. Sin caer en la desacreditación total, al-Rihani puso en entredicho algunas de las virtudes que la historiografía libanesa y occidental (sobre todo francesa) habían glorificado, como por ejemplo la adjudicación de la paternidad de la civilización occidental. Así lo expresa en la siguiente cita, no sin cierta ironía:
Las autoridades libanesas de hoy tienen una visión más corta que la que tenían en el pasado. Al llegar a sus fronteras he podido ver un símbolo de ello. ¡Las fronteras del Líbano fenicio con la Siria árabe! Saludé a esa placa deseando que, por lo menos, fuera de madera buena, de madera de cedro, adecuada a los símbolos antiguos y que lo escrito sobre ella estuviera en fenicio.

¡Qué buenos son esos dirigentes, esos políticos del monte, que con su especial percepción han captado que lo mejor de las naciones orientales y occidentales se detiene en esta placa, que publica, las inmensas distancias existentes entre este país fenicio y este otro árabe..., distancias enormes que en una hora de coche se atraviesan!

En otro espectro ideológico, Antún Saade rebatió la idea de que sólo los libaneses eran parientes de los fenicios. Como fundador del PSNS y adalid de la creación de un único Estado secular en la Gran Siria que incluyera al Líbano dentro de sus fronteras, Saade critica que sean los cristianos libaneses quienes se han apropiado exclusivamente de las raíces fenicias cuando son todos los sirios quienes, a su parecer, descienden de estos. De hecho, Saadeh utilizaba el seudónimo de «Hannibal» en homenaje al general cartaginés por sus orígenes púnico-fenicios en sus columnas de opinión en el periódico Azzaubaha. En una de sus obras, decía esto:

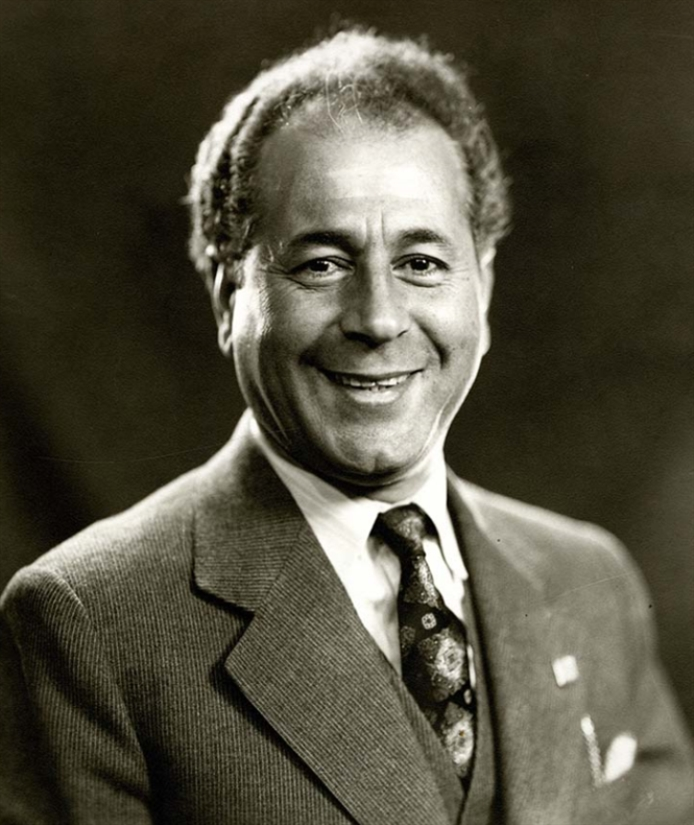
Antún Saade

Este principio, de ningún modo niega que la nación siria sea una de las naciones del mundo árabe, de la misma manera que el que la nación siria sea una nación árabe, ni niega que sea una nación completa con derecho a la soberanía absoluta sobre sí misma y sobre su patria, ni que tenga una causa nacional que existe por sí misma con completa independencia de cualquier otra causa. La verdad es que el descuidar el principio esencial es lo que ha dado a las doctrinas religiosas de Siria el cuchillo que las ha dividido entre la tendencia mahometana árabe y la cristiana fenicia y ha desgarrado la unidad de la nación, dispersando sus fuerzas.
Otro gran grupo opositor al Fenicismo era el liderado por el suní Mohamed Jamil Bayhum. Para este autor, el Fenicismo del nacionalismo cristiano libanés no era más que un movimiento separatista auspiciado por el imperialismo de occidente para cortar lazos con una supraentidad árabe.
Algunas de las críticas comunes de estos autores al Fenicismo argumentan que si existe un grupo humano que pudiera considerarse descendiente directo de los antiguos fenicios serían las personas oriundas de la costa (y no únicamente la libanesa, sino desde Líbano a Gaza), y no los habitantes de las zonas montañosas; y paradójicamente, la mayoría de los fenicistas eran cristianos maronitas, originarios de las montañas del Líbano.